# Chroogomphus vinicolor
El Chroogomphus vinicolor, comúnmente conocido como Chroogomphus tapón de vino o espiga de pino, es una especie de seta de la familia Gomphidiaceae. Se encuentra en América del Norte y la República Dominicana, los hongos crecen en el suelo bajo los pinos. Los cuerpos fructíferos tienen sombreros brillantes de color marrón rojizo sobre tallos cónicos . Las agallas son gruesas, inicialmente de color naranja pálido antes de volverse negruzcas, y se extienden a lo largo del tallo. Aunque el hongo es comestible y se vende en los mercados locales de México, no es muy apreciado. Es difícil distinguir esta especie de otras especies similares de Chroogomphus, ya que su morfología es similar y la coloración del sombrero es demasiado variable para ser una característica fiable. C. vinicolor se diferencia del C. rutilus europeo y del C. ochraceus norteamericano por el grosor de sus paredes cistidiales.

## Taxonomía
La especie fue descrita por primera vez como Gomphidius vinicolor en 1898 por el micólogo estadounidense Charles Horton Peck, basándose en especímenes recolectados cerca del lago Mohonk en el condado de Ulster, Nueva York. Peck observó un parecido con Gomphidius roseus, con el que pensaba que estaba estrechamente relacionado. Orson K. Miller, Jr. la transfirió al recién creado género Chroogomphus en 1964.
El análisis molecular de las secuencias de ADN del espaciador transcrito interno muestra que C. vinicolor se agrupa en un clado con las especies estrechamente emparentadas C. jamaicensis y C. pseudovinicolor. Todas estas especies presentan carne amiloide oscura y cistidios de paredes gruesas. Basándose en este análisis, Miller consideró que C. jamaicensis no era lo suficientemente distinta genéticamente de C. vinicolor como para justificar su designación como especie separada; sin embargo, a partir de 2012, tanto MycoBank como Index Fungorum la incluyen como especie válida.
El epíteto específico vinicolor significa «de color vino». Se le conoce comúnmente como «Chroogomphus de sombrero de vino» o «espiga de pino.

## Descripción
El cuerpo del fruto de C. vinicolor tiene un sombrero que inicialmente es de cónico a convexo antes de aplanarse posteriormente, desarrollando a veces un pequeño umbo, o una depresión central; los sombreros miden de 2 a 10 cm (3⁄4-3+7⁄8 pulgadas) de ancho. Su color es muy variable, desde el rojo vinoso al marrón rojizo, pasando por el marrón anaranjado o el marrón amarillento. La superficie lisa del sombrero es brillante, algo pegajosa cuando está húmeda y a menudo presenta estrías radiales. La carne es gruesa y de color anaranjado a ocráceo; su sabor y olor han sido descritos como «no distintivos o «agradables. Las branquias gruesas son decurrentes (unidas al tallo y extendiéndose un poco hacia abajo), bien espaciadas, de color ocráceo a naranja pálido cuando son jóvenes, pero se vuelven negruzcas después de que las esporas maduran. En su descripción original, Peck observó que las agallas, cuando se observan con una lupa de mano, «parecen aterciopeladas debido a las abundantes esporas». Los cuerpos fructíferos están cubiertos inicialmente por un velo parcial fino, similar a una telaraña, que desaparece pronto a medida que se expande el sombrero. El tallo cilíndrico mide 2,5-15 cm (1-6in) de largo por 0,2-2 cm (1⁄8-3⁄4 in) de grosor, y se estrecha hacia la base. Es de color ocráceo a rojo vino o marrón rojizo con una superficie seca, lisa a fibrillosa. El velo parcial a veces deja un anillo fibroso delgado e indistinto en la parte superior del tallo.
La huella de la espora es de color negro grisáceo. Las esporas son de estrechamente elípticas a fusiformes, lisas, y miden 17-23 por 4,5-7,5 μm. Los cistidios son algo fusiformes o estrechamente en forma de garrote, y miden 112-164 por 13-20 μm. Tienen paredes característicamente gruesas, de hasta 7,5 μm de ancho en la porción media.
Aunque el hongo es comestible, y a menudo está libre de daños por insectos, no es muy recomendable, «excepto como “relleno” para incluir con las especies más sabrosas. El sabor puede mejorar con el secado. Los hongos C . vinicolor se venden en los mercados locales de Tetela del Volcán en el estado de Morelos, México.  Hay un informe de esta especie que causa una sensibilidad de contacto, en el que una persona que había manipulado el hongo desarrolló una sensación de ardor en los ojos y una erupción pruriginosa en el párpado después de frotarse los ojos.

### Especies similares
Otras dos especies de Chroogomphus con una morfología y coloración similares a C. vinicolor son C. rutilus y C. ochraceous. C. vinicolor se distingue con mayor fiabilidad de éstas por tener cistidios de paredes gruesas (hasta 5-7,5 μm en la parte más ancha). Las otras dos especies se han separado por el color, siendo C. ochraceous de colores más brillantes (de amarillo anaranjado a ocráceo) que C. rutilus. Los análisis moleculares de colecciones europeas y norteamericanas sugieren que C. rutilus está restringida a Europa, C. ochraceous sólo se da en Norteamérica, y que la coloración del sombrero no puede utilizarse de forma fiable para determinar la especie.
Otra especie casi idéntica es C. jamaicensis, que se encuentra en la República Dominicana, Jamaica y las Antillas Mayores. Se distingue microscópicamente por sus esporas ligeramente más pequeñas que miden 17-20 por 4,5-6 μm, cistidios con paredes más uniformemente engrosadas de hasta 5 μm de grosor, e hifas cuticulares que miden 2-5 μm de ancho. Los cuerpos fructíferos de C. pseudovinicolor son más robustos, con tallos lanosos o escamosos de color rojizo de hasta 5 cm (2 in) de grosor. Además, esta especie tiende a producir impresiones de esporas que son más verdes que las de C. vinicolor. Otra especie de aspecto similar es C. tomentosus.
Algunas especies tóxicas de Cortinarius tienen un aspecto similar, pero pueden reconocerse por sus esporas de color marrón oxidado.

## Hábitat y distribución

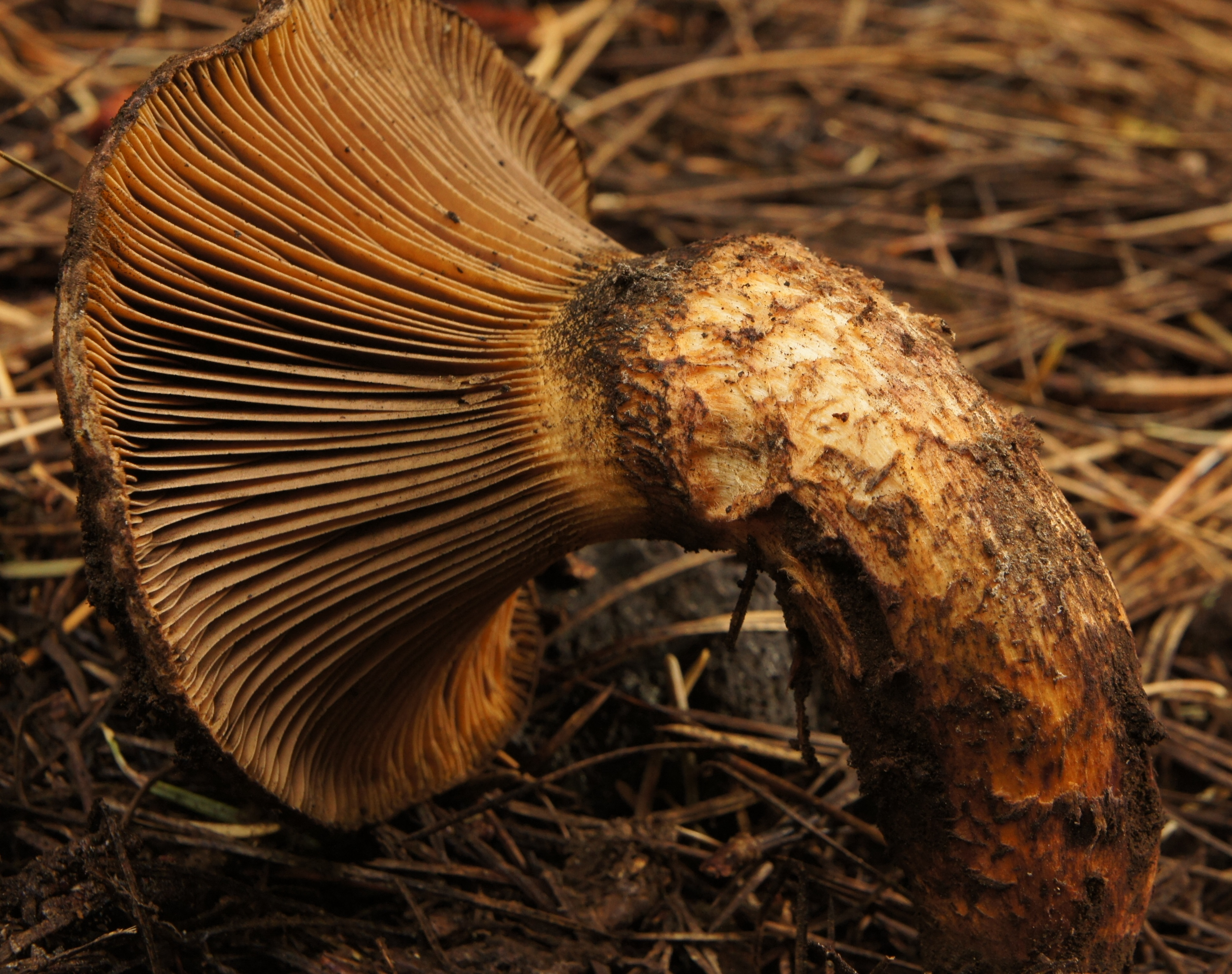
Chroogomphus pseudovinicolor es más grande y tiene un tallo grueso lanoso o escamoso.

El hongo micorrícico a veces fructifica de forma aislada, pero más a menudo de forma dispersa o en grupos en el suelo bajo los pinos y otras coníferas. La fructificación suele tener lugar a finales del verano y en otoño, cuando el clima es más fresco. Sin embargo, en la costa de California, la fructificación tiene lugar en invierno. A menudo se encuentra cerca de Suillus luteus y Suillus brevipes,  y se sabe que parasita el micelio de ambas especies y de la especie de trufa Rhizopogon. El Chroogomphus vinicolor tiene una amplia área de distribución en Norteamérica, extendiéndose hacia el sur hasta México. También se ha registrado su presencia en la República Dominicana.